# Conny Silfverberg
Pour les articles homonymes, voir Silfverberg.
Conny Silfverberg (né le 7 mars 1959) est un joueur professionnel suédois de hockey sur glace. Il est le père du joueur Joel Silfverberg, frère de Jan-Erik Silfverberg et oncle de Jakob Silfverberg et Joakim Silfverberg.

## Biographie
Il commence à jouer chez les séniors pour le Brynäs IF avec qui il joua en première division. Il prit sa retraite en 1989.

## Statistiques

### En club
Pour les significations des abréviations, voir statistiques du hockey sur glace.
| Saison    | Équipe      | Ligue      |    | Saison régulière | Saison régulière | Saison régulière | Saison régulière | Saison régulière |   | Séries éliminatoires | Séries éliminatoires | Séries éliminatoires | Séries éliminatoires | Séries éliminatoires |
| Saison    | Équipe      | Ligue      | PJ | B                | A                | Pts              | Pun              | PJ               | B | A                    | Pts                  | Pun                  |                      |                      |
| 1974-1975 | Gästrikland | TV-Pucken  | -  | -                | -                | -                | -                | -                | - | -                    | -                    | -                    |                      |                      |
| 1976-1977 | Brynäs IF   | Elitserien | 14 | 6                | 2                | 8                | 2                | 1                | 0 | 0                    | 0                    | 0                    |                      |                      |
| 1977-1978 | Brynäs IF   | Elitserien | 33 | 11               | 5                | 16               | 10               | 3                | 0 | 1                    | 1                    | 5                    |                      |                      |
| 1978-1979 | Brynäs IF   | Elitserien | 36 | 6                | 9                | 15               | 16               | -                | - | -                    | -                    | -                    |                      |                      |
| 1979-1980 | Brynäs IF   | Elitserien | 36 | 10               | 6                | 16               | 12               | 7                | 2 | 4                    | 6                    | 0                    |                      |                      |
| 1980-1981 | Brynäs IF   | Elitserien | 24 | 6                | 3                | 9                | 12               | -                | - | -                    | -                    | -                    |                      |                      |
| 1981-1982 | Brynäs IF   | Elitserien | 36 | 13               | 12               | 25               | 12               | -                | - | -                    | -                    | -                    |                      |                      |
| 1982-1983 | Brynäs IF   | Elitserien | 31 | 8                | 13               | 21               | 12               | -                | - | -                    | -                    | -                    |                      |                      |
| 1983-1984 | Brynäs IF   | Elitserien | 36 | 10               | 11               | 21               | 12               | -                | - | -                    | -                    | -                    |                      |                      |
| 1984-1985 | Brynäs IF   | Elitserien | 36 | 24               | 30               | 54               | 14               | -                | - | -                    | -                    | -                    |                      |                      |
| 1985-1986 | Brynäs IF   | Elitserien | 34 | 12               | 15               | 27               | 20               | 3                | 1 | 0                    | 1                    | 0                    |                      |                      |
| 1986-1987 | Brynäs IF   | Elitserien | 33 | 13               | 11               | 24               | 22               | -                | - | -                    | -                    | -                    |                      |                      |
| 1987-1988 | Brynäs IF   | Elitserien | 37 | 5                | 13               | 18               | 8                | -                | - | -                    | -                    | -                    |                      |                      |
| 1988-1989 | Brynäs IF   | Elitserien | 34 | 5                | 6                | 11               | 12               | 5                | 1 | 2                    | 3                    | 2                    |                      |                      |

### En équipe nationale
| Année | Compétition              |   | PJ | B | A  | Pts | Pun                |  | Résultat |
| 1977  | Championnat du monde U18 | 6 | 9  | 8 | 17 | 4   |                    |  |          |
| 1977  | Championnat du monde U20 | 7 | 1  | - | -  | -   | 5e place           |  |          |
| 1978  | Championnat du monde U20 | 7 | 2  | 2 | 4  | 4   | Médaille d'argent  |  |          |
| 1979  | Championnat du monde U20 | 6 | 0  | 5 | 5  | 6   | Médaille de bronze |  |          |

## Trophée
- Champion de Suède
  - Vainqueur: 1979-1980.

- Champion du monde junior
  - Finaliste: 1978
  - 3e place: 1979

- Elitserien
  - Meilleur pointeur: 1985